# Callum McGregor
Pour les articles homonymes, voir McGregor.
Callum McGregor est un footballeur écossais né le 14 juin 1993 à Glasgow. Il évolue au poste milieu de terrain au Celtic FC, son club formateur.
Il fait partie du Tableau d'honneur de l'équipe d'Écosse de football, où figurent les internationaux ayant reçu plus de 50 sélections pour l'Écosse, étant inclus en mars 2023.

## Biographie

### En club
Callum McGregor est formé au Celtic FC. Il est prêté lors de la saison 2013-2014 à Notts County, club de League One (troisième division anglaise). Avec cette équipe, il inscrit un doublé contre Crewe Alexandra, puis un autre contre Gillingham.
De retour au Celtic lors de l'été 2014, il participe avec The Bhoys à la Ligue des champions et à la Ligue Europa.

### En sélection
Le 9 novembre 2017, il fait ses débuts internationaux pour l'Écosse.
McGregor est retenu dans la liste des vingt-six joueurs écossais sélectionnés par Steve Clarke pour disputer l'Euro 2020. Il est l'unique buteur de l'Ecosse durant la compétition en marquant face à la Croatie lors du dernier match de poules.  
En juin 2024, il fait partie de la liste des 26 joueurs convoqués par Steve Clarke pour disputer l'Euro 2024 . 

## Palmarès
Celtic FC
- Championnat d'Écosse (9)
  - Champion en 2015, 2016, 2017, 2018, 2019, 2020, 2022, 2023, 2024 et 2025
- Coupe de la Ligue écossaise (7)
  - Vainqueur en 2015, 2016, 2017, 2019, 2022, 2023 et 2024
- Coupe d'Écosse (4)
  - Vainqueur en 2017, 2018, 2020 et 2023
  - Finaliste en 2025

### Personnel
- Membre de l'équipe-type de Scottish Premier League en 2019[7], 2022, 2024 et 2025.